# 科庫螺目
科庫螺目（学名：Cocculinida）是腹足纲下的一个目。

## 下属分类
本目包括以下科：
- Bathysciadiidae
- 小帽螺科 Cocculinidae
- Teuthirostriidae